# La meravigliosa avventura
La meravigliosa avventura (Det stora äventyret) è un film del 1953 diretto da  Arne Sucksdorff.
Il film venne presentato nel 1954 sia al Festival di Berlino che al Festival di Cannes.

## Trama
La natura della campagna svedese osservata dagli occhi di due fratellini ma anche di un volpe e di una lontra nell'arco di un anno.